# I wojna indochińska
I wojna indochińska – partyzancki konflikt zbrojny prowadzony w latach 1946–1954 pomiędzy Demokratyczną Republiką Wietnamu a Francją o wyzwolenie Wietnamu spod kolonialnej administracji francuskiej. Przez propagandę komunistyczną nazywana brudną wojną.

## Przyczyny

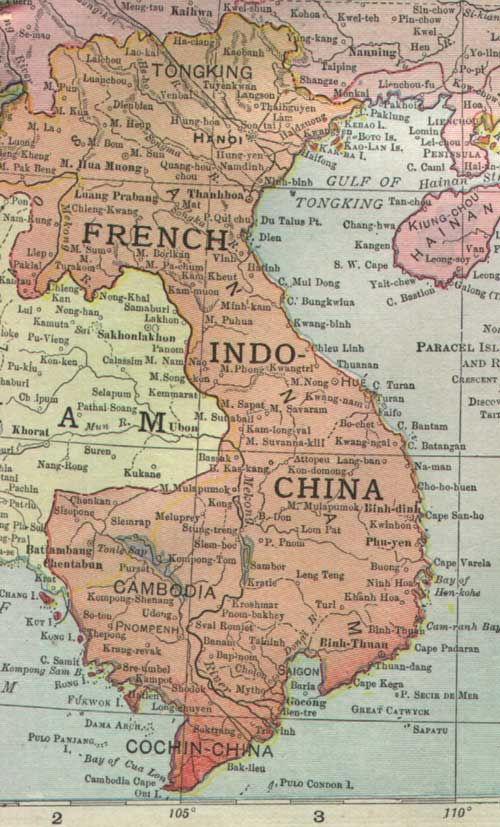
Indochiny Francuskie w 1913 roku

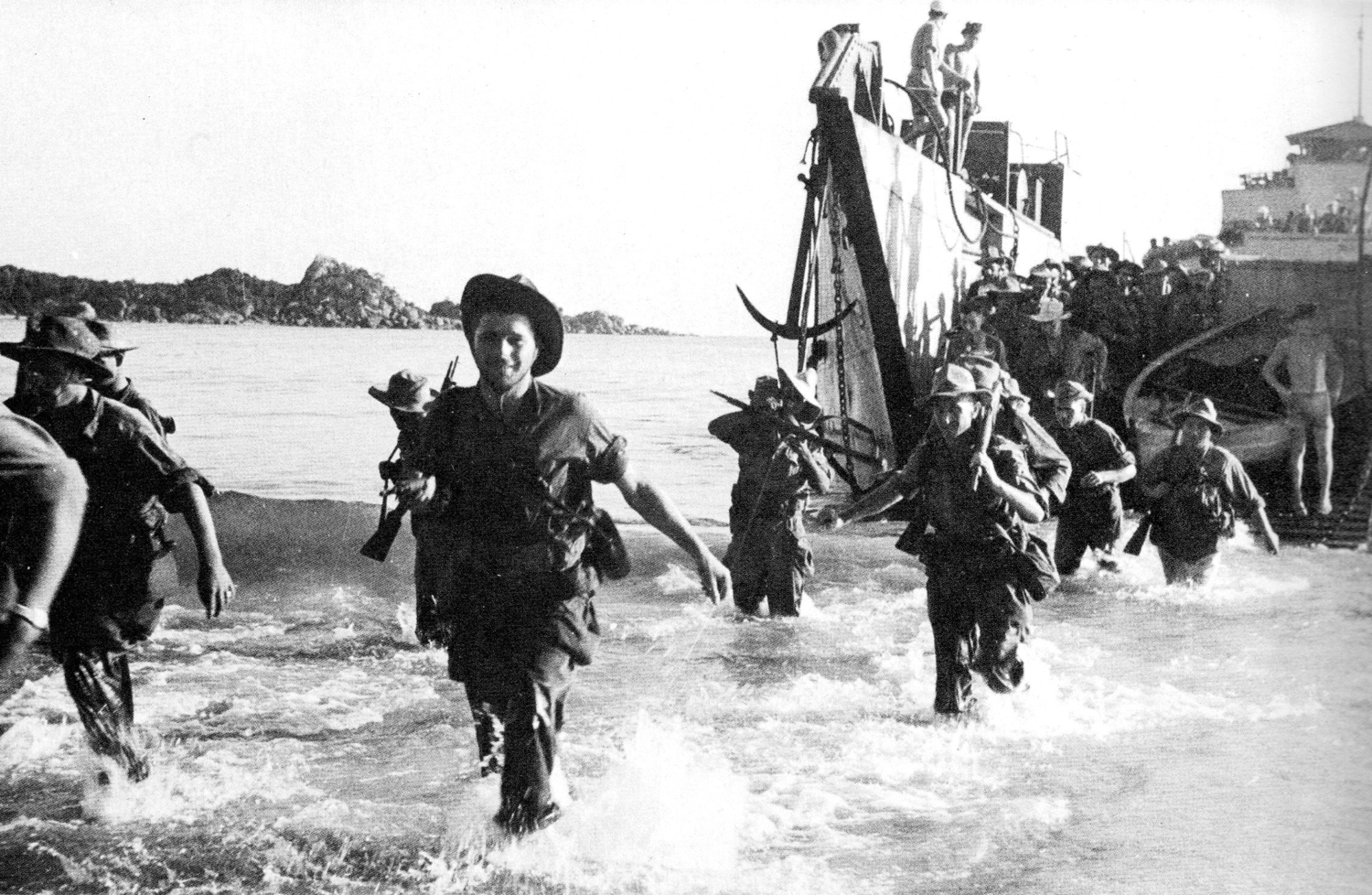
Komandosi francuscy lądują na plażach Annamu

Po Dien Bien Phu sojusznicze oddziały laotańskie wycofują się przez graniczny Mekong

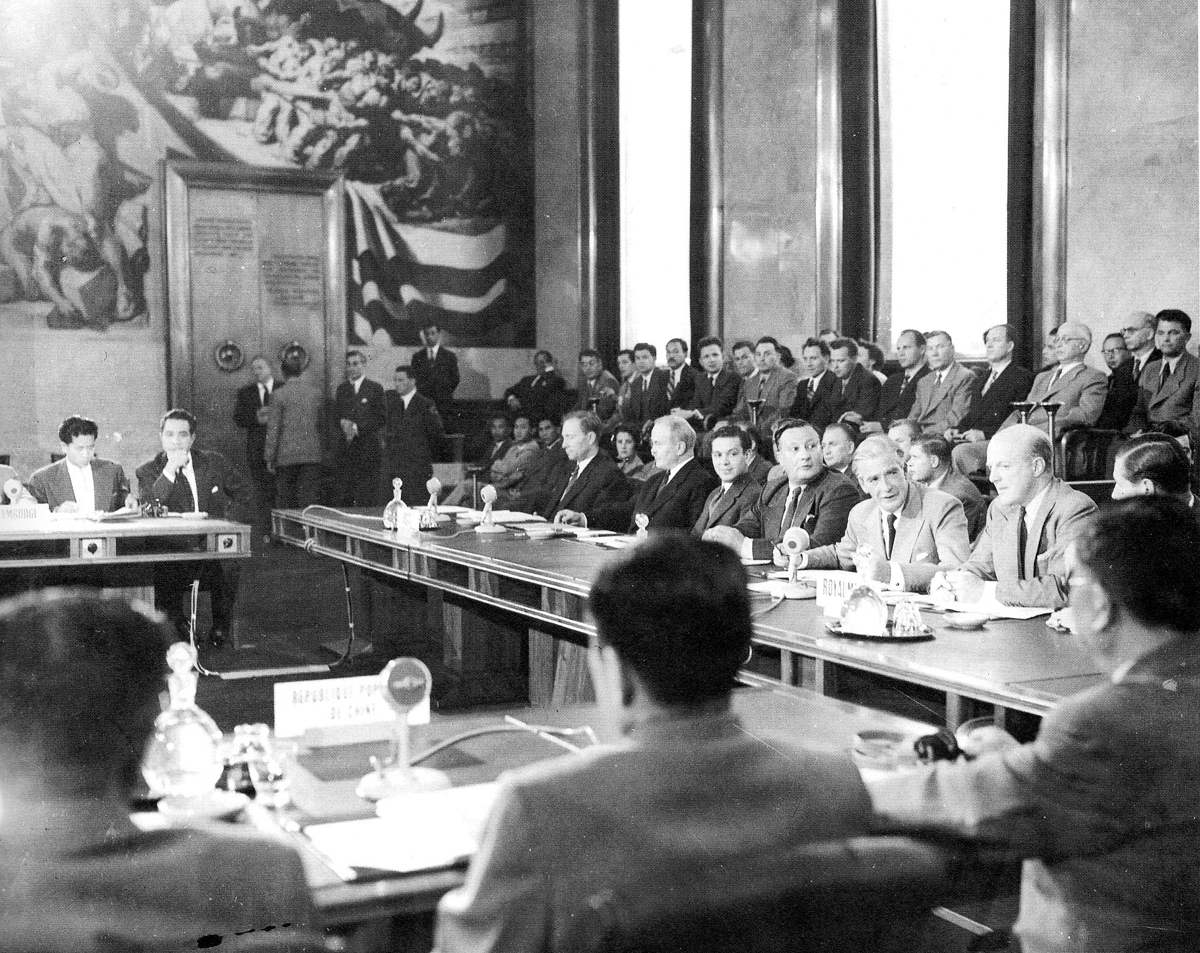
Konferencja pokojowa w Genewie. 21 lipca 1954

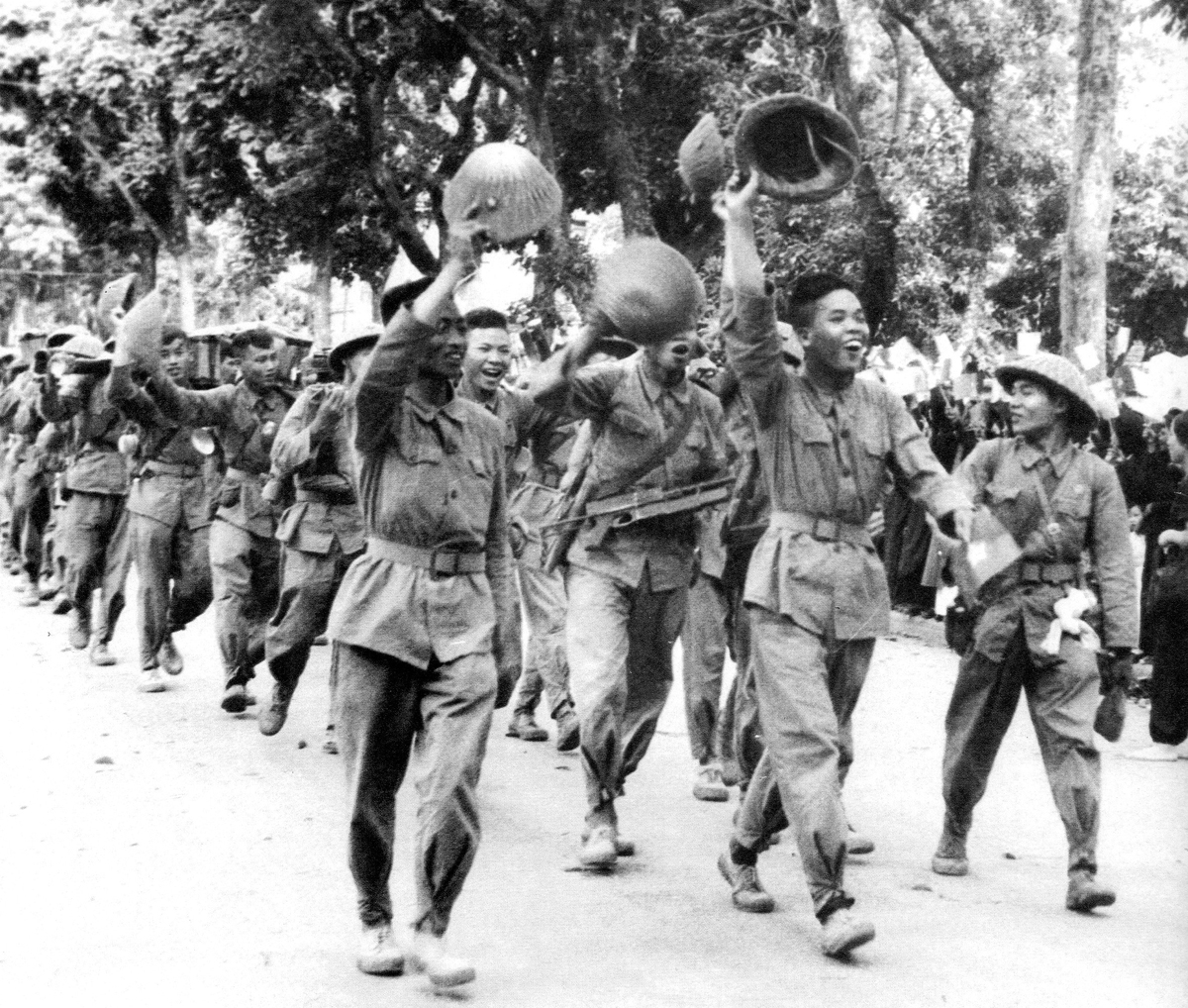
Parada zwycięstwa Việt Minhu w Hanoi

Wietnam włączony został do Indochin Francuskich w drugiej połowie XIX wieku. Podczas II wojny światowej kraj przejęli pod swoje panowanie Japończycy, lecz pozostawili w nim administrację francuskiego rządu Vichy. Gdy w 1945 roku Japonia chyliła się ku upadkowi, Wietnamczycy uznali, że jest to sprzyjająca okazja do zdobycia niepodległości, czemu sprzyjał prezydent Franklin Delano Roosevelt. Jednak w kwietniu 1945 roku Roosevelt zmarł i jego plan związania Wietnamu z USA nie został zrealizowany.
Dwa dni po zrzuceniu bomby atomowej na Hiroszimę, 8 sierpnia 1945 roku Hồ Chí Minh utworzył Komitet Wyzwolenia, a 13 sierpnia wybuchło ogólnonarodowe powstanie. Walki z wojskami japońskimi trwały dwa dni. Po kapitulacji Japonii wojska Việt Minhu, którego Hồ Chí Minh był przywódcą politycznym, zajęły Tonkin, czyli północną część kraju, zmusiły 25 sierpnia cesarza Bảo Đại do abdykacji i 2 września 1945 roku, przy cichym poparciu Stanów Zjednoczonych ogłosiły powstanie Demokratycznej Republiki Wietnamu.
Szybka kapitulacja Japończyków zaskoczyła Francuzów, którzy nie mieli w Wietnamie wystarczających sił wojskowych. Dopiero od połowy września do Wietnamu zaczęły napływać wojska francuskie, brytyjskie i amerykańskie. Hồ Chí Minh działał szybko i skutecznie: jego siły rosły z dnia na dzień, a oddziały Việt Minhu dotarły do Sajgonu na południu kraju. Rząd francuski przystał na negocjacje. Hồ Chí Minh również zdawał sobie sprawę, że osłabienie Francuzów jest przejściowe i jeżeli nie wykorzysta tego teraz, za kilka miesięcy w Wietnamie wylądują dobrze uzbrojone dywizje. 6 marca 1946 roku w Paryżu, rząd Demokratycznej Republiki Wietnamu i Republiki Francuskiej podpisały porozumienie, uznając Wietnam Północny za państwo wolne, z własnym rządem, parlamentem i wojskiem, ale stanowiące część indochińskiej Unii Francuskiej. Na południu kraju, w Annamie i Kochinchinie, które od 1862 roku były koloniami francuskimi, 6 marca 1946 roku Francja przywróciła swoją administrację.
Posuwająca się od północy Narodowa Armia Chińska (co było związane z porozumieniem z czasów wojny, na mocy którego Półwysep Indochiński na południe od 16. równoleżnika mieli zająć Brytyjczycy, a na północ od tej linii Chińczycy), zmusiła rząd Hồ do zwrócenia się w lutym 1946 roku do Francji z prośbą o pomoc. DRW zgodziła się na ograniczenie niepodległości w ramach kontrolowanej przez Francję Federacji Indochińskiej, w zamian za wymuszenie na Chinach wycofania wojsk z terytorium Wietnamu, co też się stało na gruncie ustaleń dwustronnych z 28 lutego. Po wkroczeniu wojsk francuskich do Hanoi doszło jednak 10 listopada 1946 do incydentu pomiędzy celnikami francuskimi a żołnierzami Việt Minhu w Hajfongu, efektem czego było wysunięcie przez Francję żądania przekazania portu. Wobec braku odpowiedzi osiem dni później wojska francuskie wzięły port siłą, zabijając kilka tysięcy osób i w nocy z 19 na 20 listopada 1946 roku obaliły rząd Hồ Chí Minha. Komuniści wycofali się z miast i przystąpili do pierwszych uderzeń odwetowych; rozpoczęła się pierwsza wojna indochińska.

## Przebieg

### 1946-1950
Rano 23 listopada 1946 roku, dowodzący wojskami francuskimi w Tonkinie generał Louis Morlière, wydał rozkaz rozbrojenia oddziałów wietnamskich w Hanoi. Stawiły one opór – wieczorem doszło do zaciętych walk ulicznych. Wietnamczycy ostrzelali francuski garnizon z moździerzy i ciężkiej artylerii oraz odcięli dostawy prądu i wody do miasta. Był to początek ogólnokrajowego powstania. W kilka godzin walki rozszerzyły się na cały Tonkin i północny Annam. Krwawa i bezwzględna wojna trwała przez następnych 8 lat.
W pierwszym okresie wojny przewagę zyskały wojska francuskie, które zdobyły kontrolę nad głównymi szlakami komunikacyjnymi północy, a nawet przez pewien czas prowadziły poszukiwania przywódców Việt Minhu. Jednakże w roku 1949 wojska komunistycznych Chin pokonały wojska Kuomintangu i proklamowały utworzenie Chińskiej Republiki Ludowej. Zajęcie przez komunistów prowincji graniczących z Wietnamem, spowodowało przerwanie pierścienia nieprzyjaznych państw otaczającego Demokratyczną Republikę Wietnamu. Dzięki dostawom broni z Chin, dowodzącemu wojskami komunistycznymi Võ Nguyên Giápowi udało się przebudować i rozszerzyć armię partyzancką, która w kwietniu 1949 roku liczyła już 300 tysięcy żołnierzy.
Võ uderzył najpierw na osamotnione francuskie placówki, koncentrując przeciw nim przeważające siły, w walkach tych Francuzi ponieśli znaczne straty. W 1950 roku partyzanci zmienili taktykę i zaczęli atakować bardziej znaczące garnizony w pobliżu granicy chińskiej. Po sukcesie wojsk Võ pod Lao Khe 25 maja 1950 roku, Francuzom udało się jednak zmusić partyzantów do wycofania. Po zakończeniu pory deszczowej wojska Việt Minhu ponowiły atak, tym razem zakończony sukcesem. 3 października Francuzi postanowili wycofać pozbawiony wsparcia garnizon w Cao Bằng. Wycofujące się wojska były nieustannie atakowane przez partyzantów Võ. Aby odwrócić uwagę Việt Minhu Francuzi zrzucili batalion spadochroniarzy, który – tak jak wycofujący się garnizon – został rozbity. Francuzi stracili około 6 tysięcy ludzi. Võ przekonany o bliskim zwycięstwie swoich wojsk posuwał się szybko w stronę Hanoi, przekształcając wojsko partyzanckie w regularną armię.

### 1951-1953
Generałowi Jeanowi de Lattre de Tassigny udało się jednak szybko pozbierać rozproszone siły i obsadzić ciąg pozycji obronnych wokół Hanoi (znanych jako linia de Lattre’a), a po ściągnięciu artylerii, lotnictwa i rezerw powietrznodesantowych wciągnąć 13 stycznia 1951 roku w pułapkę schodzące z gór wojska Võ i po trzech dniach walki zmusić je do odwrotu. Việt Minh próbował zdobyć Hanoi jeszcze dwa razy pod koniec marca i pod koniec maja, lecz oba ataki zakończyły się niepowodzeniem.
W listopadzie 1951 roku wojska francuskie przeszły do ofensywy i zajęły Hòa Bình, lecz partyzantom udało się odciąć je od Hanoi i zmusić 22 lutego 1952 do wycofania. 17 października Võ natarł na garnizony stacjonujące na północy od Hanoi wzdłuż łańcucha Nghĩa Lộ. Francuzi znów zostali zmuszeni do wycofania wojsk. Việt Minh kontrolował teraz większość północnego Wietnamu poza linią de Lattre’a.

### 1954
W odpowiedzi wojska francuskie zaatakowały wzdłuż rzeki Lo (operacja Lotaryngia) jednak wkrótce na skutek błędów i zbyt rozciągniętej linii frontu zostali zmuszeni do odwrotu. 9 kwietnia 1953 roku wojska Võ rozpoczęły inwazję Laosu, po zdobyciu zbiorów opium i zasileniu lokalnych partyzantów Việt Minh jednak wycofał się. Francuzi zinterpretowali to jako zwycięstwo i dochodząc do wniosku, że taktyką zaopatrywanych przez lotnictwo placówek użytą w Laosie uda się odeprzeć siły Việt Minhu w Wietnamie. Jako idealne miejsce na taką placówkę wybrana została leżąca w pobliżu granicy z Laosem wioska Dien Bien Phu. 20 listopada 1953 roku została rozpoczęta operacja Castor i w rejon Dien Bien Phu zostało zrzucone sześć batalionów 1 i 2 Francuskiej Powietrznodesantowej Grupy Bojowej. Spadochroniarze zajęli długą na 19 i szeroką na 13 km dolinę, w centrum której zostało ulokowane lotnisko, będące jedyną droga zaopatrzenia i kontaktu z oddalonym o 170 km Hanoi. Po początkowych sukcesach w grudniu 1953 roku patrole francuskie zaczęły ponosić coraz dotkliwsze straty, a Võ przesunął w kierunku zajętej przez Francuzów doliny znaczne siły. Dowództwo francuskie przekonane, że może zadać partyzantom klęskę w bitwie w samej dolinie, zaczęło przekształcać bazę, budując wokół niej szereg umocnień, rzekomo nazwanych imionami kochanek dowódcy garnizonu płk. Christiana de Castries’a (Anne-Marie, Beatrice, Dominique, Eliane, Gabrielle, Huguette, Isabelle). Võ w tym czasie ściągnął na wzgórza wokół Dien Bien Phu około 55 tys. żołnierzy, a także rozlokował artylerię. 31 stycznia 1954 roku pierwsze patrole francuskie starły się z siłami Việt Minhu, w dniach następnych, po kolejnych potyczkach patroli wysyłanych we wszystkich kierunkach, Francuzi zdali sobie sprawę z oblężenia. 13 marca 1954 roku o godzinie 17:00 atak artylerii Việt Minhu zniszczył stanowiska artylerii francuskiej, a także samoloty znajdujące się na pasie startowym. Następnie Võ zaatakował umocnienia „Beatrice” wysyłając tam piechotę i kompletnie zaskakując obrońców.
Po ciężkich walkach umocnienie padło. Następnie artyleria i piechota Việt Minhu zaatakowała umocnienia „Gabrielle”, które zostały zdobyte po dwóch dniach walki. Trzy dni później partyzanci zajęli „Anne-Marie”, co odsłoniło całkowicie lądowisko i uczyniło je bezużytecznym. 30 i 31 marca Việt Minh skierował kolejne ataki na umocnienia „Dominique”, „Eliane” i „Huguette”, lecz Francuzi zmusili partyzantów do wycofania się. Oba wojska miały teraz czas na reorganizację. W kwietniu Võ zmienił taktykę i ze zmasowanych ataków przeszedł do powolnego, ale systematycznego wdzierania się na teren Francuzów, konstruował też rozbudowaną sieć okopów wokół pozycji francuskich. Francuzi próbowali nalotów na pozycje partyzanckie, ale bez większych rezultatów. 22 kwietnia zaczęły padać deszcze monsunowe, zalewając pozycje Francuzów. 2 maja 1954 roku Việt Minh przypuścił ostateczny szturm i zajął część kolejnych umocnień. 7 maja po ponownym ataku padła następna część bronionych przez Francuzów pozycji, a o 17:30 partyzanci wkroczyli do bunkra dowodzenia – padła francuska twierdza w dolinie Dien Bien Phu. Wojska francuskie poddały się.

## Bilans wojny
Võ stracił około 20 tys. żołnierzy, zaś Francuzi 1 726 zabitych, 1 694 zaginionych i 11 721 wziętych do niewoli.
Klęska wojsk kolonialnych przesądziła o losach zmagań o panowanie nad Wietnamem. Społeczeństwo francuskie nie chciało więcej rozlewu krwi i dalszych ofiar. Strony konfliktu, po przeprowadzonych w Genewie rokowaniach, musiały podpisać układy, które podzieliły Indochiny Francuskie na cztery niepodległe państwa: Wietnam podzielony został na dwie części według 17. równoleżnika: komunistyczną Demokratyczną Republikę Wietnamu na północy oraz Republikę Wietnamu na południu, który to stan miał ulec zmianie w roku 1956, po przeprowadzonym w obu częściach referendum zjednoczeniowym, zaś Laosowi i Kambodży przyznały niepodległość od razu. Sytuacja w Laosie pozostała głęboko niestabilna, co doprowadziło do wybuchu konfliktu laotańskiego między rządem tego kraju a partyzantką Pathet Lao biorącą udział już w wojnie indochińskiej (po stronie północnowietnamskiej).
Tymczasem wyraźnemu zaognieniu uległy stosunki pomiędzy zachodnimi aliantami a Związkiem Radzieckim, co spowodowało, że w obliczu zbliżającej się „zimnej wojny” Stany Zjednoczone uznały, że powinny wesprzeć swego francuskiego sojusznika. W lipcu 1950 roku, po wybuchu wojny w Korei, do Sajgonu zaczęli przybywać pierwsi amerykańscy doradcy zgrupowani w MAAG (ang. Military Assistance and Advisory Group); był to początek rozbudowy sił amerykańskich w Wietnamie, które w roku 1968 miały osiągnąć liczebność 550 000. Amerykanie przystąpili również do budowy w Azji Południowo-Wschodniej systemu bezpieczeństwa regionalnego, co skutkowało powstaniem SEATO 8 września 1954 roku.